# Barrón (Guanajuato)
Barrón es una localidad del estado mexicano de Guanajuato. Es parte del municipio de Salamanca.

## Demografía
| Gráfica de evolución demográfica |
|                                  |

| Censo | Población |
| ----- | --------- |
| 1900  | 265       |
| 1910  | 361       |
| 1921  | 138       |
| 1930  | 173       |
| 1940  | 253       |
| 1950  | 329       |
| 1960  | 458       |
| 1970  | 535       |
| 1980  | 842       |
| 1990  | 1 135     |
| 2000  | 1 389     |
| 2010  | 1 964     |
| 2020  | 1 959     |